# امانوئل امگا
امانوئل امگا (انگلیسی: Emanuel Emegha؛ زادهٔ ۳ فوریهٔ ۲۰۰۳) بازیکن فوتبال اهل پادشاهی هلند است که در حال حاضر برای باشگاه فوتبال استراسبورگ بازی می‌کند. 
وی همچنین در تیم‌های ملی فوتبال زیر ۱۹ سال هلند، و زیر ۲۰ سال هلند و زیر ۲۱ سال هلند بازی کرده است.